# Пеннінгтон (Алабама)
Пеннінгтон (англ. Pennington) — місто (англ. town) в США, в окрузі Чокто штату Алабама. Населення — 329 осіб (2020).

## Географія
Пеннінгтон розташований за координатами 32°12′25″ пн. ш. 88°3′21″ зх. д. / 32.20694° пн. ш. 88.05583° зх. д. (32.206960, -88.055777).  За даними Бюро перепису населення США в 2010 році місто мало площу 5,08 км², уся площа — суходіл.

## Демографія
Згідно з переписом 2010 року, у місті мешкала 221 особа в 103 домогосподарствах у складі 62 родин. Густота населення становила 43 особи/км².  Було 145 помешкань (29/км²).
Расовий склад населення:
| - 50,2 % — білих - 49,8 % — чорних або афроамериканців |

До двох чи більше рас належало 0,0 %. Частка іспаномовних становила 0,0 % від усіх жителів.
За віковим діапазоном населення розподілялося таким чином: 19,5 % — особи молодші 18 років, 62,9 % — особи у віці 18—64 років, 17,6 % — особи у віці 65 років та старші. Медіана віку мешканця становила 45,1 року. На 100 осіб жіночої статі у місті припадало 95,6 чоловіків;  на 100 жінок у віці від 18 років та старших — 89,4 чоловіків також старших 18 років.
Медіана доходів становила 71 875 доларів для чоловіків та 16 250 доларів для жінок. За межею бідності перебувало 34,9 % осіб, у тому числі 8,3 % дітей у віці до 18 років та 5,1 % осіб у віці 65 років та старших.
Цивільне працевлаштоване населення становило 37 осіб. Основні галузі зайнятості: виробництво — 37,8 %, науковці, спеціалісти, менеджери — 16,2 %, освіта, охорона здоров'я та соціальна допомога — 13,5 %.